# Amtsgericht Dramburg
Das Amtsgericht Dramburg war ein preußisches Amtsgericht mit Sitz in Dramburg, Provinz Pommern.

## Geschichte
In Dramburg bestand von 1849 bis 1879 das Kreisgericht Dramburg. Das königlich preußische Amtsgericht Dramburg wurde mit Wirkung zum 1. Oktober 1879 als eines von 14 Amtsgerichten im Bezirk des Landgerichtes Stargard im Bezirk des Oberlandesgerichtes Stettin gebildet. Der Sitz des Gerichtes war Dramburg. Sein Gerichtsbezirk umfasste den Kreis Dramburg ohne die Teile, die den Amtsgerichten Callies und Falkenburg zugeordnet waren. Am Gericht bestanden 1880 zwei Richterstellen. Das Amtsgericht war damit ein mittelgroßes Amtsgericht im Landgerichtsbezirk.
Im Jahre 1945 wurden der größte Teil Pommerns, darunter der Sprengel des Amtsgerichtes Dramburg, unter polnische Verwaltung gestellt und die deutschen Bewohner vertrieben. Damit endete die Geschichte des Amtsgerichts Dramburg. Unter polnischer Verwaltung entstand das Sąd Rejonowy w Drawsku Pomorskim (1950–1975: Sąd Powiatowy w Drawsku Pomorskim).